# Danio erythromicron
Danio erythromicron es una especie de peces de la familia Cyprinidae.

## Taxonomía
Inicialmente descrita como Microrasbora erythromicron, en 1999, se sugirió que la especie fuera transferida al género Danio basándose en datos morfológicos, pero se advirtió que sería necesaria una mayor investigación. Un análisis filogenético de Danio lo situó realmente cerca de ese género, pero sin poder precisar su ubicación precisa. Poco después, una nueva especie, Danio margaritatus, fue descrita con el nombre Celestichthys margaritatus. Sin embargo, esta nueva especie fue rápidamente tasladada a Danio siguiendo análisis posteriores. El análisis posterior de la secuencia de ADN mostró que Microrasbora erythromicron estab emparentada con Danio, y se recomendó trasladar esta especie al género. Un análisis molecular posterior confirmó la nueva ubicación dentro del género, con sus parientes cercanos Danio margaritatus y Danio choprai.

## Distribución
Es endémico del Lago Inle,en el estado de Shan (Birmania).

## Morfología
Los machos pueden llegar alcanzar los 2 cm de longitud total.

## Hábitat
Es un pez de agua dulce y de clima tropical. (21 °C-25 °C).